# Калуже
Калуже (пол. Kałuże) — село в Польщі, у гміні Понтнув Велюнського повіту Лодзинського воєводства.
Населення — 243 особи (2011).
У 1975-1998 роках село належало до Серадзького воєводства.

## Демографія
Демографічна структура станом на 31 березня 2011 року:
|          | Загалом | Допрацездатний вік | Працездатний вік | Постпрацездатний вік |
| -------- | ------- | ------------------ | ---------------- | -------------------- |
| Чоловіки | 114     | 16                 | 82               | 16                   |
| Жінки    | 129     | 25                 | 71               | 33                   |
| Разом    | 243     | 41                 | 153              | 49                   |